# Gavião-pato
A águia-mascarada (nome científico: Spizaetus melanoleucus) é uma espécie de águia da família dos acipitrídeos (Accipitridae), pertencente ao gênero de águias nativas do neotrópicos Spizaetus. Ocorre em bordas de florestas preservadas, matas de galeria e cerrados da América do Sul e América Central.

## Descrição
O gavião-pato é uma águia preta e branca, assemelhando-se às pequenas águias típicas às vezes separadas no gênero Hieraaetus. Tem cerca de 20 a 24 polegadas (51 a 61 centímetros) de comprimento total e pesa cerca de 850 gramas (30 onças). A cabeça, pescoço e corpo são brancos; uma pequena crista forma uma mancha preta no topo da cabeça, e a área ao redor dos olhos, principalmente em direção ao bico, também é preta. As asas são pretas com uma borda branca perceptível, e a ave tem uma cauda acastanhada barrada em preto-cinza escuro e com ponta branca. A íris é laranja nos adultos e acinzentada nos juvenis, os pés pálidos a amarelo brilhante com garras pretas. O bico é preto com uma cera amarela. Os sexos são iguais na cor, mas a fêmea é maior. Aves imaturas têm bordas pálidas nas coberturas das asas superiores e algumas penas cinza-acastanhadas nas costas. O gavião-pato é difícil de confundir com qualquer outra ave em sua distribuição, com exceção dos juvenis de gavião-de-cara-preta (Leucopternis melanops). Essas aves são conhecidas por imitar várias espécies de gaviões. O gavião-de-cara-preta é muito semelhante na coloração geral, mas é muito menor e tem uma cauda preta com uma única barra branca em negrito no meio. O gavião-de-penacho (Spizaetus ornatus), presumivelmente um parente muito próximo do gavião-pato, parece bastante semelhante quando jovem. No entanto, as asas, as costas e a cauda são muito mais claras nos gaviões-de-penacho jovens e não têm o anel de olho preto.

## Distribuição e ecologia
O gavião-pato ocorre de Oaxaca a Veracruz no sul do México em direção ao sul em toda a América Central, com exceção da maior parte de El Salvador e da costa do Pacífico da Nicarágua. Na América do Sul, ocorre no lado do Pacífico dos Andes ao sul do Equador. A maior parte de sua área de distribuição se estende ao longo da costa caribenha do norte da Colômbia e Venezuela até as Guianas, e ao sul através do leste do Brasil, Paraguai e Uruguai até o nordeste da Argentina, e de lá novamente para o oeste até Beni e Santa Cruz no nordeste da Bolívia. Uma população de gavião-pato também é encontrada na região de Loreto, no nordeste do Peru; não se sabe até que ponto isso está isolado do resto do alcance do pássaro. A espécie está ausente da bacia amazônica ocidental e, embora possa não ser comum nas terras a leste (por exemplo, em Minas Gerais), houve pelo menos um ninho descrito na região.
Os seus habitats naturais são florestas de várzea de qualquer tipo, embora não sejam preferidos habitats semiáridos muito densos e úmidos, bem como savanas. A fragmentação do habitat não é muito bem tolerada; embora a espécie prefira um habitat diversificado de floresta mista e matagal, requer grandes extensões de floresta de dossel fechado para prosperar. Seu alcance não se estende muito às terras altas, mas um indivíduo foi avistado a uma altitude de cerca de quatro mil pés (1 200) na Reserva Natural Buena Vista na Sierra Nevada de Santa Marta, na Colômbia. A alimentação deste carnívoro consiste em mamíferos, sapos, escamados e, em particular, uma grande variedade de aves. Entre estes últimos, sabe-se que prefere espécies arbóreas, como japus, araçaris, traupídeos e cotingídeos. Mas aves terrestres e aquáticas como tinamiformes, Ortalis, falacrocoracídeos e o pato-mergulhão (Mergus octosetaceus) também foram registrados como suas presas. O gavião-pato é conhecido por atacar pequenos macacos, embora não esteja claro com qual intenção. Pelo que parece, não foi registrado realmente matar e comer um macaco.
Sua técnica de caça preferida é voar alto até encontrar uma presa adequada e, em seguida, mergulhar nela, geralmente direto para o dossel da floresta, mas também foi observado capturando um pica-pau-branco (Melanerpes candidus) que estava usando a técnica de mobbing em pleno ar, depois de se lançar de seu poleiro. Ele gosta de caçar ao longo de cumes e bordas de florestas onde pode acessar o nível do dossel de uma direção oblíqua em vez de apenas diretamente acima, e onde as presas que vivem no solo também são mais acessíveis. Nidifica na copa da floresta, construindo um ninho de gravetos no alto de árvores expostas em cumes e locais semelhantes, de onde podem ser observados bons campos de caça. Observações detalhadas sobre seus hábitos de nidificação são escassas. No Brasil, pesquisadores encontraram e descreveram um ninho em 2006 no Sudeste do Brasil, e em 2009 pesquisadores encontraram e estudaram dois ninhos em Belize. No Panamá, as aves começaram a construir um ninho em setembro, durante um período de seca na estação chuvosa. Mas a principal estação de nidificação pode começar antes do início da estação chuvosa, pois a tentativa de nidificação foi abandonada quando as fortes chuvas recomeçaram. Os escassos outros dados concordam com isso, e pelo menos na América Central a época de nidificação parece ir de março a junho.

## Reprodução
A reprodução dessa espécie carece de estudos mais aprofundados. No município de Itaiópolis, Santa Catarina, Sul do Brasil de 2020 até 2024 foi observado um ninho de características de grande, volumoso, com bordas baixas e cerca de 1m de diâmetro e sendo construído aproximadamente 15 metros do solo. Foi construído com galhos e gravetos e estava localizado na terceira forquilha do tronco principal, na base de cinco ramificações, abaixo das folhas da copa do cedro emergente. Assim como outros accipitrídeos a fêmea tende a incubar os ovos boa parte do tempo enquanto o macho a caça e alimenta ela e os filhotes nos primeiras semanas, põe um ovo. É apontado oque o gavião-pato precise de 273 dias para completar seu ciclo reprodutivo.
Assim como outras águias de topo de cadeia alimentar do gênero Spizaetus os filhotes tendem a sair o ninho por volta dos 3-4 meses após a postura.

## Conservação
Há uma falta geral de informação sobre os movimentos do gavião-pato e a situação da população. Cada ave parece exigir um território de caça de pelo menos 3 500 acres (1 400 hectares). Embora a variedade de tipos de habitat em que se encontra sugira que não é particularmente suscetível a mudanças no uso da terra, aparentemente ainda é uma espécie rara e local em quase qualquer lugar em sua área de distribuição. A União Internacional para a Conservação da Natureza (UICN / IUCN) até 2000 classificou-a como uma espécie quase ameaçada em sua Lista Vermelha devido às incertezas em torno de sua situação, mas como nenhuma evidência de declínio acentuado foi encontrada e como a ave é encontrada em uma ampla gama, foi rebaixada para uma espécie de menor preocupação. Em 2005, foi classificado como vulnerável na Lista de Espécies da Fauna Ameaçadas do Espírito Santo; em 2010, como em perigo na Lista de Espécies Ameaçadas de Extinção da Fauna do Estado de Minas Gerais e no Livro Vermelho da Fauna Ameaçada no Estado do Paraná; em 2011, como em perigo na Lista das Espécies da Fauna Ameaçada de Extinção em Santa Catarina; em 2014, como em perigo no Livro Vermelho da Fauna Ameaçada de Extinção no Estado de São Paulo e na Lista das Espécies da Fauna Ameaçadas de Extinção no Rio Grande do Sul; e em 2018 como pouco preocupante na Lista Vermelha do Livro Vermelho da Fauna Brasileira Ameaçada de Extinção do Instituto Chico Mendes de Conservação da Biodiversidade (ICMBio) e vulnerável na Lista das Espécies da Fauna Ameaçadas de Extinção no Estado do Rio de Janeiro.

## Taxonomia e sistemática

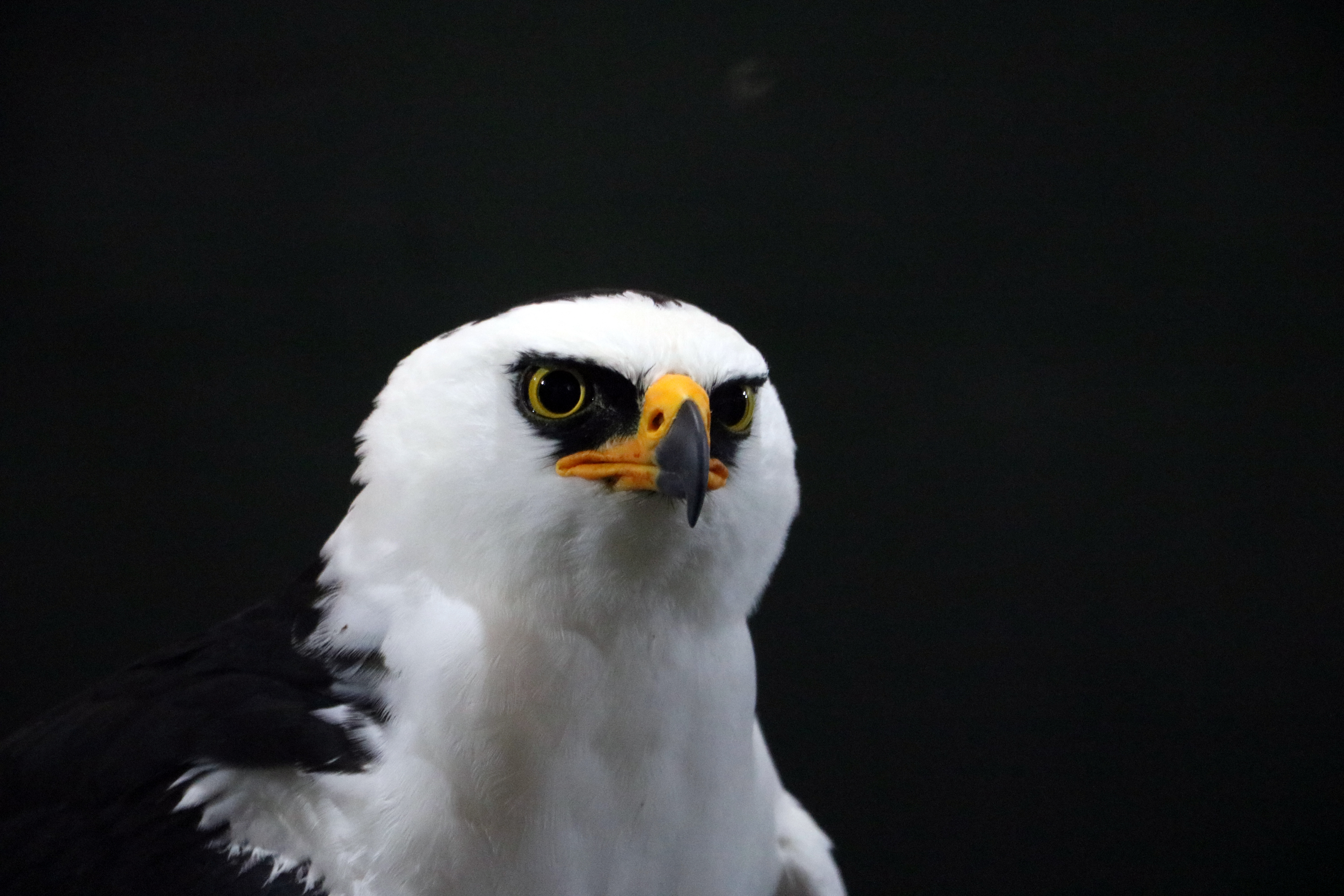
Espécime resgatado na Argentina

O gavião-pato é frequentemente colocada no gênero monotípico Spizastur, mas foi recentemente transferida para Spizaetus pela União dos Ornitólogos Americanos, pois parece que o gavião-de-penacho (S. ornatus) é seu táxon irmão. Isso criou uma certa confusão taxonômica, que passou despercebida em grande parte: originalmente, o nome Spizaetus melanoleucus foi dado por Louis Jean Pierre Vieillot à águia-serrana em 1819, enquanto o gavião-pato havia sido descrita em 1816 pelo mesmo cientista como Buteo melanoleucus. A primeira espécie foi colocada em Geranoaetus – também um gênero monotípico – em 1844, enquanto o gavião-patro havia sido transferida de Buteo para Spizastur alguns anos antes.
Assim, os epítetos específicos idênticos nunca entraram em conflito direto até recentemente. Mas a colocação da águia-serrana em um gênero monotípico sempre foi contestada, e vários autores o trataram em Buteo. No entanto, ignoraram que Buteo melanoleucus era o nome original do gavião-pato e, portanto, como um homônimo sênior, não poderia ser aplicado às espécies descritas posteriormente. O nome específico correto à águia-serrana quando colocado em Buteo, Buteo fuscescens, foi restabelecido em meados do século XX por um curto período de tempo mais por acidente do que qualquer outra coisa; como a maioria dos pesquisadores do final do século 20 argumentou para manter Geranoaetus, este nome foi descartado como errôneo e essencialmente esquecido. Como o gavião-pato não é colocado em Buteo há muito tempo, aplica-se o artigo 59.3 do Código Internacional de Nomenclatura Zoológica (ICZN). De acordo com isso, um homônimo júnior substituído antes de 1961 não se torna permanentemente inválido (como os homônimos júnior geralmente são) se "o nome substituto não estiver em uso" - o que foi o caso após a revisão de Amadon em 1963.